# Малоян, Игнатий
Блаженный Игна́тий Малоя́н (урожд. Шукраллах; лат. Ignatius Maloyan, арм. Իգնատիոս Մալոյան, 19 апреля 1869, Мардин, Османская империя — 11 июня 1915, Диярбакыр, Османская империя) — армянский католический прелат, служивший архиепископом Мардина с 1911 по 1915 год. После неоднократного отказа принять ислам был подвергнут пыткам и убит османской жандармерией во время геноцида армян в вилайете Диярбекир при Мехмете Решиде.
Беатифицирован папой Иоанном Павлом II как мученик в 2001 году. Папа Франциск одобрил его канонизацию в 2025 году.

## Биография

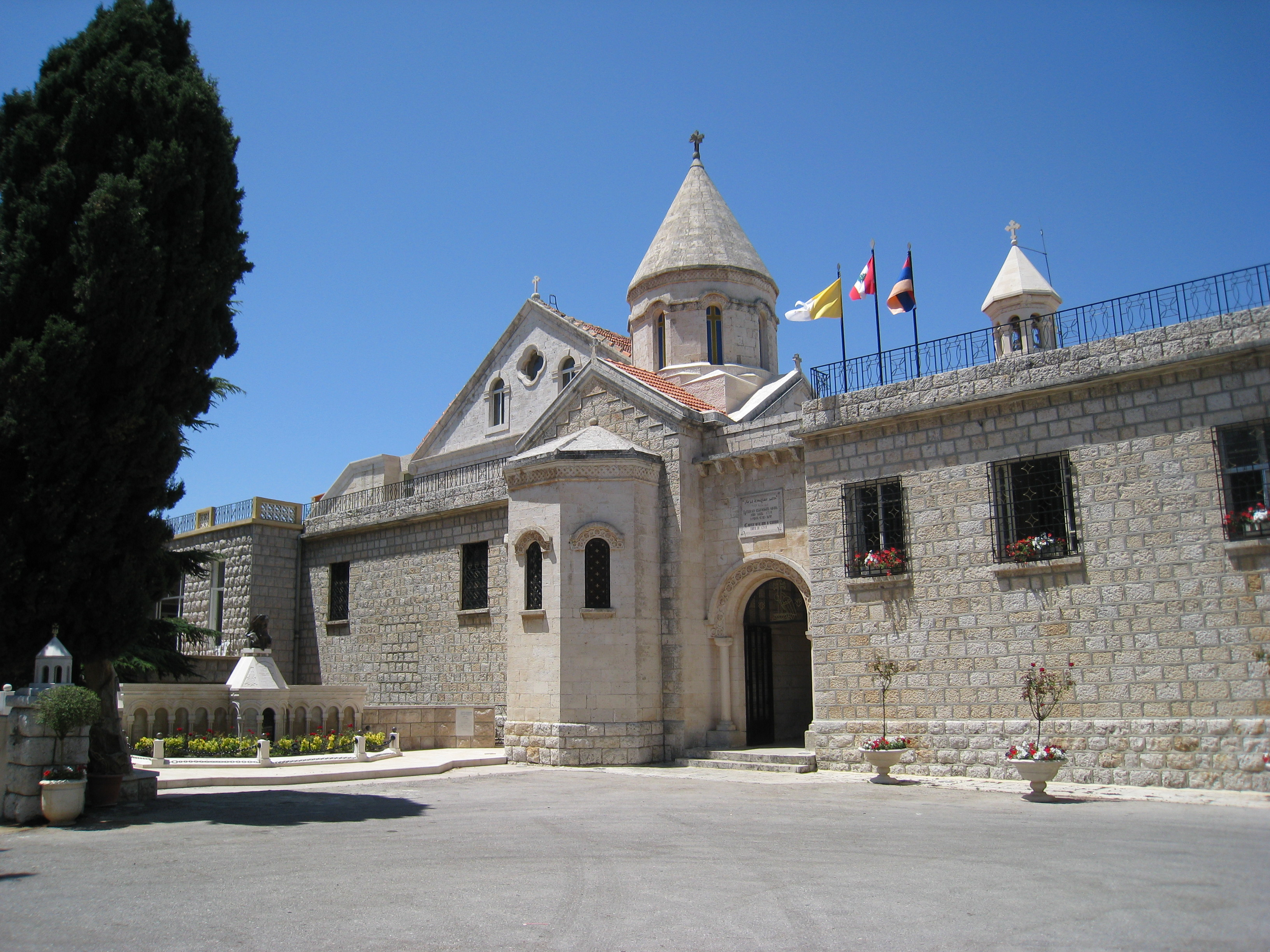
Монастырь Бзоммар, Ливан.

### Ранняя жизнь и карьера
Шукраллах Малоян родился в 1869 году в армянской семье. В 14-летнем возрасте отправился учиться в Армянский католический монастырь в ливанской деревне Бзоммар. Завершил богословское образование 6 августа 1896 года и принял монашеское имя Игнатий в честь святого Игнатия Антиохийского. В 1897—1910 годах служил приходским священником в Александрии и Каире (епархия Александрии). В 1904 году назначен помощником армяно-католического патриарха Погоса Бедроса XII. Патриарх подал в отставку в августе 1910 года из-за недовольства армянских католиков его деятельностью.
23 апреля 1911 года новым патриархом был избран Погос Бедрос XIII, епископ Аданы. Отец Малоян был рукоположён в сан архиепископа Мардина 22 октября 1911 года во время синода, созванного в Риме по инициативе патриарха. За созыв синода за пределами Османской империи и рукоположение епископов без предварительного одобрения Государственного совета, султан Мехмед V низложил Погоса Бедроса XIII, назначив на его место епископа Малатьи. Хотя папа Пий X немедленно отстранил нового «патриарха» от должности, Святой Престол не смог восстановить Погоса Бедроса XIII.
По этой причине архиепископ Малоян прибыл в свою архиепархию сразу после того, как переворот 1913 года превратил империю в фактическое однопартийное государство, управляемое Младотурецким триумвиратом. Обнаружив армянских католиков Мардина в смятении, он попытался восстановить порядок, прославляя Святейшее Сердце Иисуса Христа.

### Преследование христиан в Мардине
В августе 1914 года в Мардине была объявлена мобилизация, в том числе среди христиан. Поводились обыски и публичные казни как реальных, так и воображаемых дезертиров. Когда распространились слухи о скрывающихся в этом районе группе христианских дезертиров, архиепископы Малоян и Таппоуни встретились с мутассарифом (губернатором) Хильми-беем и выразили желание помочь в поисках. 11 февраля 1915 года Малоян отобедал в резиденции архиепископа Таппоуни, где также присутствовал мутассариф.

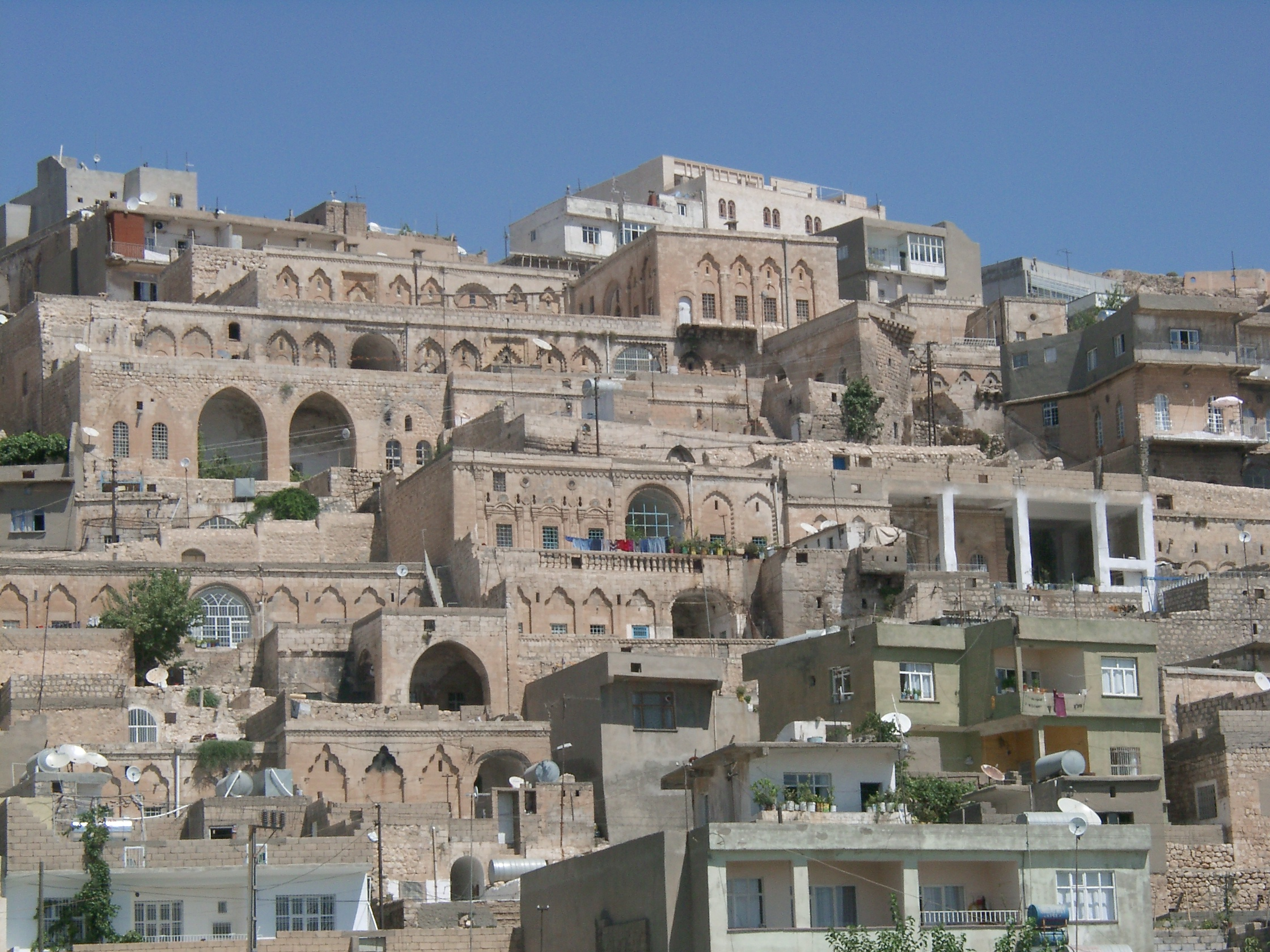
Старый город Мардина.

Однако уже после начала Дарданелльской операции в марте 1915 года до Мардина дошли слухи о приказе триумвирата приступить к уничтожению всего христианского населения империи. В том же месяце доктор Мехмет Решид, новый вали Диярбекира, прибыл в город с небольшим частным эскадроном смерти, состоящим из черкесских добровольцев.
28 марта, в Вербное воскресенье, османские солдаты провели массовые аресты предполагаемых дезертиров в церквях, включая диаконов, которые ранее были освобождены от призыва. Военные преследовали как армянских, так и ассирийских прихожан в течение всей Страстной недели и Пасхи. В попытке спасти христиан, Малоян демонстрировал лояльность своей архиепархии Османской империи при каждой возможности. За это султан наградил его медалью, о чём архиепископу сообщили 6 апреля. 13 апреля 1915 года из местных мусульман был сформирован отряд ополчения, что ещё больше встревожило христиан. 20 апреля 1915 года Малояну публично вручили медаль вместе с прокламацией от султана. В своей благодарственной речи архиепископ пожелал здоровья Мехмеду V и успеха его министрам и генералам в победе над Союзниками.
Вскоре после массового ареста армянской интеллигенции в Стамбуле 24 апреля вали Диярбекира Решид-бей отправил своего близкого соратника Азиза Фейзи Пиринччизаде убедить турецких и курдских лидеров Мардина, которые отказались присоединиться к Хамидийской резне, принять участие в том, что позже назовут геноцидом армян и ассирийцев. Все присутствующие на встрече были обязаны подписать петицию о том, что христиане Мардина являются предателями и их нужно устранить.

### Арест и суд

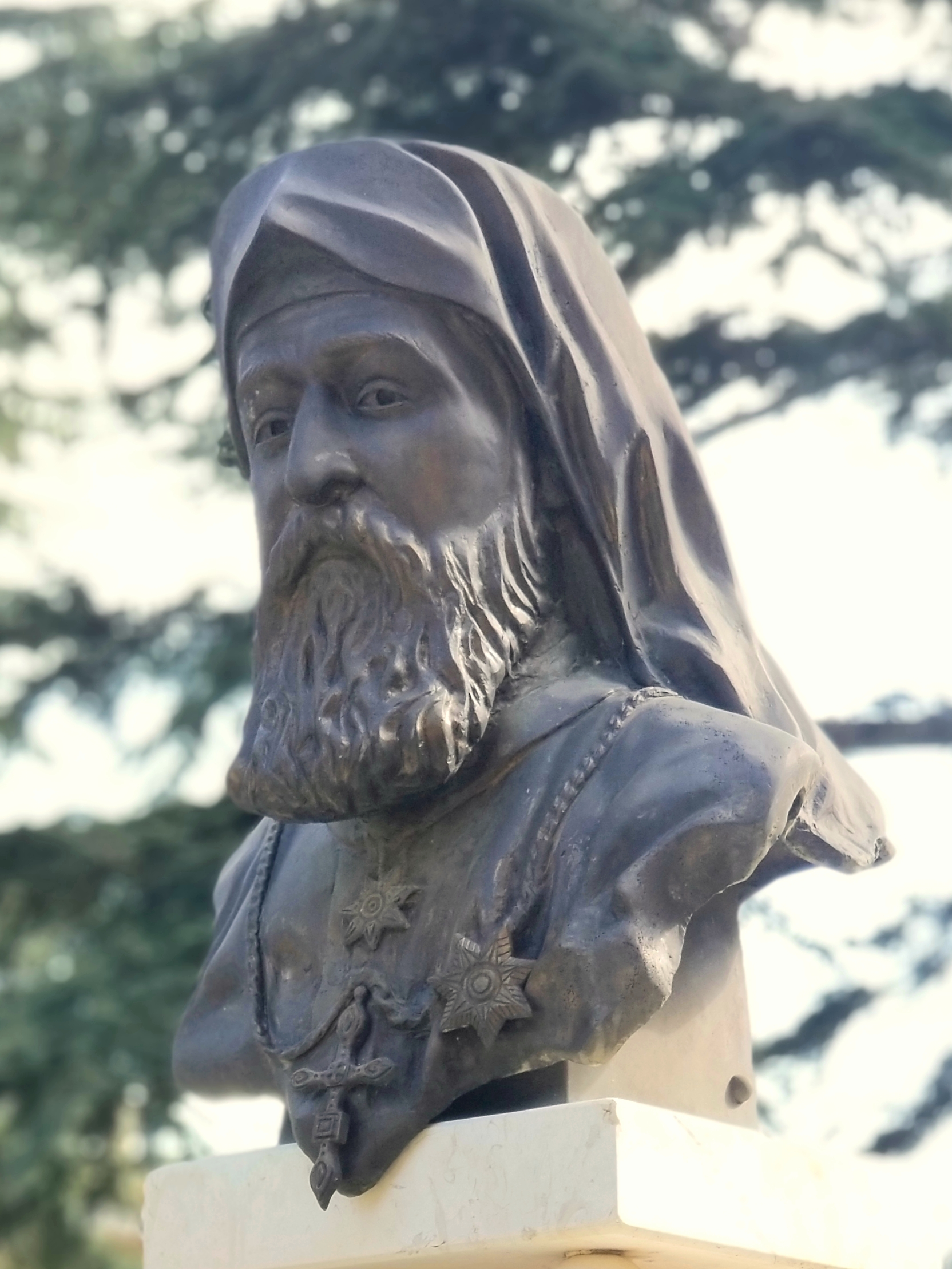
Бронзовый бюст блаженного Игнатия Малояна в монастыре Бзоммар, Ливан.

25 мая 1915 года Решид-бей прибыл в Мардин и приказал мутассарифу Хильми-бею арестовать христианских лидеров Мардина, на что тот ответил отказом, добавив, не может «участвовать в резне османских подданных, которые невиновны и лояльны правительству». Решид-бей принял решение сместить Хильми-бея.
1 июня 1915 года Малоян встретился с Таппоуни, сирийским католическим архиепископом Мардина, сообщив, что предвидит скорый арест и казнь его и его паствы. Он оставил Таппоуни письмо в качестве своего завещания и попросил молиться за него. 3 июня Хильми-бея отослали из Мардина, а из Диярбекира прибыла делегация чиновников с длинными списками христианских лидеров, которых следовало арестовать по распоряжению вали.
Между 3 и 4 июня 1915 года архиепископ Малоян и 420 влиятельных христиан Мардина были арестованы и заключены в замок Мардина. На суде Малоян был обвинён в создании и руководстве террористической организацией армянских националистов, а также в сокрытии двух ящиков с оружием и боеприпасами в своём соборе. Хотя архиепископ легко опроверг все обвинения, кади поставил его перед выбором: принять ислам или принять смерть. Малоян объявил, что «ни за что не откажется от своей религии и своего Спасителя», что вызвало возмущение и агрессию присутствующих мусульман. Посчитав его слова пренебрежением к мусульманской религии, начальник османской жандармерии Мардина Махмдух-бей приказал избить Малояна, а затем подверг его наказанию фалакой и вырыванию ногтей на ногах.
7 июня 1915 года Хильми-бей вернулся в Мардин и попытался освободить христиан, однако его быстро отстранили и заменили одним из заговорщиков, судьёй уголовного суда и главой местного отделения партии «Единение и прогресс». 9 июня 1915 года архиепископу Малояну и остальным заключённым сообщили, что вали Решид-бей приказал на следующий день переправить их в Диярбекир.

### Казнь
Начальник османской жандармерии вывел караван с Малояном и примерно 400 другими христианами в пустыню в ночь на 10 июня 1915 года. Как и у архиепископа, у многих заключённых имелись видимые следы пыток; некоторым из-за травм было трудно идти. Колонну депортированных сопроводили в курдскую деревню Адерчек, где сто из них были доставлены османским эскадроном в близлежащие пещеры Шейхан, «религиозное культовое место примерно в шести часах езды от Мардина».
В пещерах Махмдух-бей зачитал фирман, в котором все христиане обвинялись в измене и приговаривались к смерти. Им была предоставлена возможность перейти в ислам и избежать казни. Малоян ответил, что «предпочитает умереть как христианин, чем жить как мусульманин». Подавляющее большинство осуждённых поддержали архиепископа.
Архиепископ Малоян велел своим священникам пройтись среди пленных, чтобы дать им возможность исповедаться и причаститься в последний раз. Затем все они были убиты у него на глазах. Махмдух-бей ещё раз предложил Малояну принять ислам и спасти свою жизнь, а когда тот снова отказал, лично застрелил его из револьвера.

## Почитание

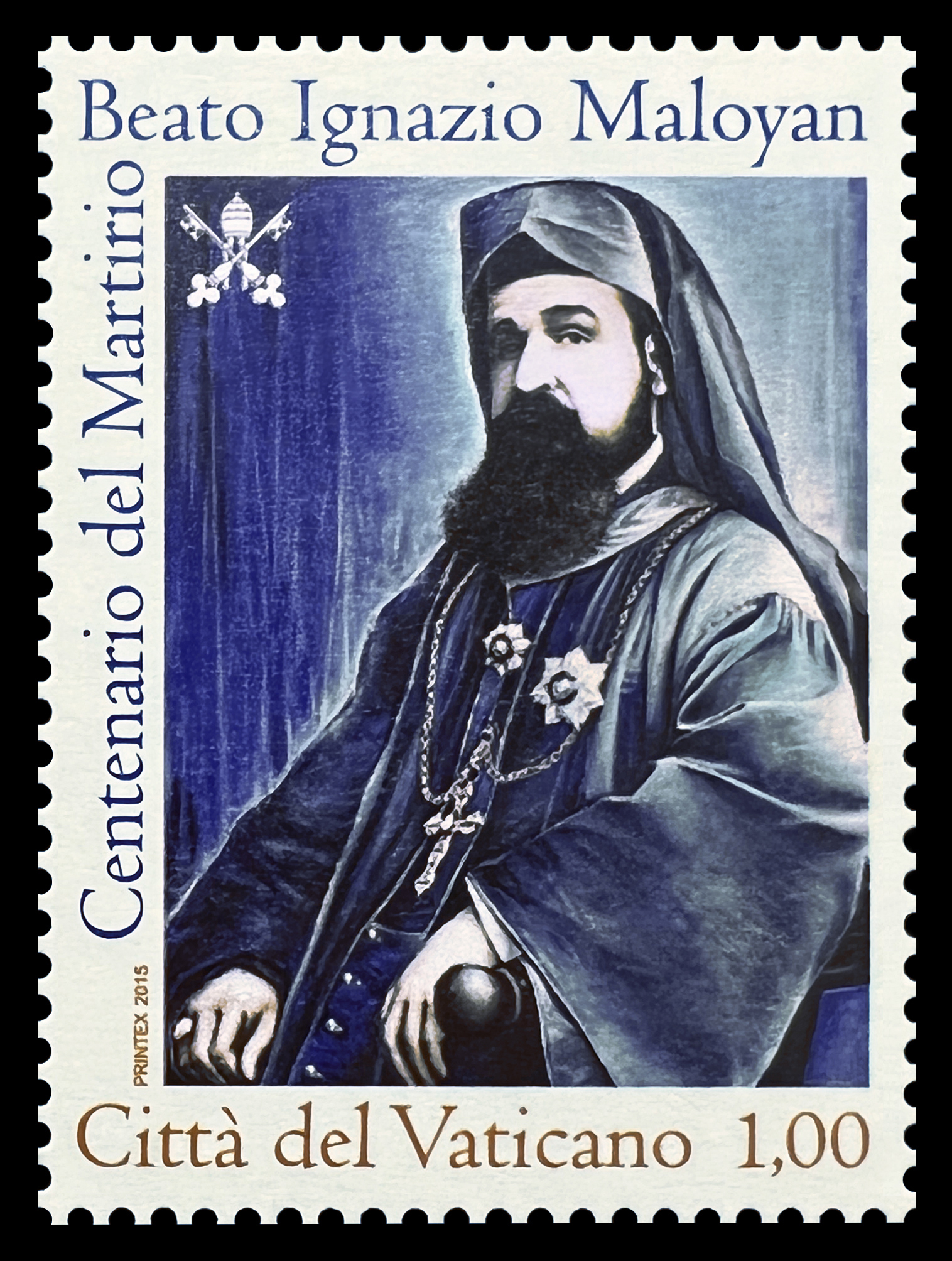
Марка с изображением блаженного Игнатия Малояна, выпущенная Ватиканом в 2015 году.

Архиепископ Игнатий Малоян был причислен к лику блаженных в соборе Святого Петра папой Иоанном Павлом II 7 октября 2001 года.
2 сентября 2015 года Ватикан выпустил почтовую марку к столетию со дня мученической смерти блаженного Игнатия Малояна.
Слуга Божий отец Леонард Мельки, ливанский священник-капуцин, который был в том же конвое и принял мученическую смерть в пещерах Шейхан вместе с архиепископом Малояном, был причислен к лику блаженных папой Франциском в Бейруте 4 июня 2022 года.
31 марта 2025 года папа Франциск обнародовал указ Дикастерии по канонизации святых о канонизации блаженного Малояна.
День памяти — 11 июня.